# ダフ (スコットランド王)
ダフ（英語: Dub mac Maíl Coluim、928年 - 967年）はアルピン朝のスコットランド王(またはアルバ王)（在位：962年–967年）。マルカム1世の長男。弟にケネス2世がいる。

## 人物
962年にインダルフが死去したため、アルバ王位に就いたが、インダルフの長男であるカリンも王位継承を主張し、内戦が始まった。
965年、ドルサム・クラップの戦いで、ダフはカリンに勝利し、彼を王国から追い出した。
しかし、間もなくダフも国内の支持を失い、967年にアルバ王国を追放され、カリンの支持者または盗賊によって殺された。
こうしてカリンがアルバ王位に就いた。